# M.I.K.I
M.I.K.I (* 29. April 1989 in Castrop-Rauxel; bürgerlich Michél Puljic) ist ein deutscher Rapper, der bis zu dessen Schließung beim Dortmunder Independent-Label Kopfnussmusik unter Vertrag stand. Im Jahr 2019 gründete er sein eigenes Label Malochermusik.

## Leben
Puljic ist Sohn eines Kroaten und einer Deutschen. Er wuchs im Herner Stadtteil Börnig auf und lebt dort bis heute. Er besuchte die Börsinghauser Grundschule und anschließend das Otto-Hahn-Gymnasium in Herne. Seit dem Alter von drei Jahren spielt M.I.K.I aktiv Fußball, unter anderem in der Jugend des VfL Bochum und von Westfalia Herne. Momentan spielt er beim RSV Holthausen. Er ist Fan von Borussia Dortmund und Mitglied beim BVB-Fanclub Los Borussos.
Anlässlich des 18. Geburtstags eines Cousins nahm Puljic 2007 seinen ersten Song auf. 2011 gewann er zusammen mit dem Sänger Diamond den Titel des „Revierkönigs“ auf der Cranger Kirmes in Herne.
2011 schrieb er ein Abschiedslied für Dedê, einen Spieler von Borussia Dortmund, der sich daraufhin mit M.I.K.I traf. Seinen bisher größten Auftritt hatte M.I.K.I, als er in der Halbzeitpause des Abschiedsspiels von Leonardo Dede am 5. September 2015 im Signal Iduna Park vor ca. 80.000 Menschen auftrat.
Im Juli 2012 erschien der Mo Leitner Song, welchen er dem Dortmunder Spieler Moritz Leitner widmete.
2013 wurde M.I.K.I von Reeces Label Kopfnussmusik unter Vertrag genommen. Mit den damaligen anderen beiden Rappern des Labels, Akkord und Reece, veröffentlichte er im Juni 2013 nach dem Abgang von Mario Götze zu Bayern München den Song Hast du jetzt was du willst?. Daraufhin forderte Götze Schadensersatz von den Rappern. Die Rapper unterschrieben eine Unterlassungserklärung. Die Schadenersatzforderung wurde von Götze danach anscheinend nicht weiter verfolgt.
Der Song Kuba, Kuba! von 2013, der dem Dortmunder Spieler Jakub Błaszczykowski gewidmet ist, führte zu einer Einladung Puljic zur Eröffnung von  Błaszczykowski Sportzentrum Kubatura, bei der er gemeinsam mit Reece einen Auftritt hatte.
Im Dezember 2013 erschien M.I.K.I.s Debüt-Solo-Album Malochersohn bei Kopfnussmusik. Es stieg in der ersten Kalenderwoche 2014 auf Platz 94 in den deutschen Albumcharts ein.  Am 9. Mai 2014 erschien der Sampler Aus Kohle und Stahl, auf dem neben ihm auch die Kopfnussmusik-Mitglieder Reece und Sonikk vertreten sind. Der Sampler erreichte Platz 15 der deutschen Compilationcharts. Am 19. Dezember 2014 erschien die EP Suffkoppkomando, an der erneut neben M.I.K.I auch Reece und Sonikk mitwirkten.
Am 21. Oktober 2016 erschien als zweites Soloalbum Kurvenmukke, welches neben der normalen CD auch als auf 2500 Exemplare limitierte Box-Edition angeboten wurde, die neben dem Album eine Best of M.I.K.I Bonus-CD enthielt.
Am 6. Oktober 2017 folgte mit Suffkoppkommando 2 ein Album auf dem neben M.I.K.I auch Reece, Akkord und DeoZ vertreten sind. Angeboten wird es als CD, Download, Stream und als auf 500 Exemplare limitierte Fanbox, die auch die "David vs. Goliath EP" enthielt, auf dem sechs Songs von M.I.K.I und ein Song vom Kölner Rapper CPO zu finden sind.
Reece gab Anfang April 2019 die Schließung des Labels Kopfnussmusik bekannt, woraufhin M.I.K.I sein eigenes Label Malochermusik gründete. Am 11. September 2020 veröffentlichte er dann das Album Kurvenmukke 2, welches auf Platz 6 der deutschen Albumcharts einstieg.

## Diskographie
Soloalben 
| Jahr | Titel         | Anmerkungen |
| ---- | ------------- | ----------- |
| 2013 | Malochersohn  |             |
| 2016 | Kurvenmukke   |             |
| 2020 | Kurvenmukke 2 |             |

 Mixtapes 
| Jahr | Titel              | Anmerkungen                            |
| ---- | ------------------ | -------------------------------------- |
| 2018 | Pottblagen Mixtape | mit Reece, als Teil der Pottblagen Box |

 Kollaborationen 
| Jahr | Titel      | Anmerkungen |
| ---- | ---------- | ----------- |
| 2018 | Pottblagen | mit Reece   |

Labelsampler 
| Jahr | Titel                 | Anmerkungen                |
| ---- | --------------------- | -------------------------- |
| 2014 | Aus Kohle und Stahl   | Mit Reece und Sonikk       |
| 2016 | Aus Kohle und Stahl 2 | Mit Reece und Sonikk       |
| 2017 | Suffkoppkommando 2    | Mit Reece, Akkord und DeoZ |

 EPs
| Jahr | Titel                | Anmerkungen                                    |
| ---- | -------------------- | ---------------------------------------------- |
| 2014 | Suffkoppkommando     | Mit Reece und Sonikk                           |
| 2015 | BVB EP               | Mit Reece und Sonikk; Zum kostenlosen Download |
| 2017 | David vs. Goliath EP | Teil der Suffkoppkommando 2 Box                |
| 2018 | 4 Letters            | Teil der Pottblagen Box                        |

 Musikvideos 
- 2008: Danke
- 2010: Bester Freund
- 2011: Wenn der Himmel weint (feat. Diamond)
- 2011: Leonardo Dede Abschiedslied
- 2011: Meine Liebe BVB
- 2011: Ein Kunstwerk (feat. T-Smooth)
- 2011: Mein letzter Brief
- 2012: My Time (feat. T-Smooth)
- 2012: Mo Leitner Song
- 2012: Freiheit für die Kurve (mit AB MC und  DeoZ)
- 2013: Schwarzgelber Rauch (mit Reece)
- 2013: Wir sind stolz auf euch (mit Reece und Jo Marie)
- 2013: Fußball muss bezahlbar sein
- 2013: Mein Verein (mit AB MC und DeoZ)
- 2013: Ich denk zurück (feat. DeoZ)
- 2014: Ist das alles? (mit Reece)
- 2014: Ruhrpott (mit Reece und Sonikk)
- 2014: Richtung Sonne (mit Reece)
- 2014: Anti Redbull
- 2014: Kind der 90er (mit Reece und Sonikk)
- 2014: Stadtgespräch (mit Reece und Sonikk)
- 2014: Von Schnaps schrumpft das Hirn (mit Reece und Sonikk)
- 2015: Brüder aus dem Block (mit Sonikk)
- 2015: Mein Fleisch
- 2016: Kein guter Schwiegersohn
- 2016: Einer der letzten seiner Sorte (Danke Kuba)
- 2016: Immer wieder Samstags (feat. Reece)
- 2016: Wie der Vater, so der Sohn (feat. Hagen Stoll)
- 2016: Kreisligasound (feat. Sonikk)
- 2016: Anti RB (In der Sache vereint)
- 2017: Perle aus dem Block
- 2017: Krieg dem DFB
- 2017: I bims (mit Reece)
- 2017: Feta auf Kreta (mit Reece und Akkord)
- 2018: Ich steig in den Flieger (mit Reece und DeoZ)
- 2018: Straßenpöhler (mit Reece)
- 2018: Sorgenkind (mit Reece)
- 2018: Willkommen im Ruhrpott (mit Reece)
- 2019: Zurück zu dir feat. DeoZ (mit Reece)
- 2019: Balkanisches Herz
- 2019: Für immer Legenden
- 2019: Ihr macht unseren Sport kaputt 2
- 2020: Watt ne Maschine (Legat Song)
- 2020: Corona
- 2020: Intro (Kurvenmukke 2)
- 2020: Ohne Fußball
- 2020: Zu Zweit (mit Carolina)
- 2020: Kundengespräch (Anti RB)
- 2020: Tipico
- 2020: Feiern wie ein Kreisligist (feat. Kreisligalegende)
- 2020: LP26
- 2020: Blockblume (feat. Carolina)
- 2021: Asche & Staub / Fokussiert
- 2021: Schon lange tot
- 2024: Du hast uns verraten Klopp